# Metrojet
MetroJet (юридична назва — ТОВ «Авіакомпанія Когалимавіа») — російська авіакомпанія, що здійснювала чартерні перевезення. Штаб-квартира авіакомпанії знаходилася в Москві. Базувалася в московському аеропорту «Домодєдово». Генеральним директором до 23 жовтня 2015 був Сергій Мордвінцев

## Історія

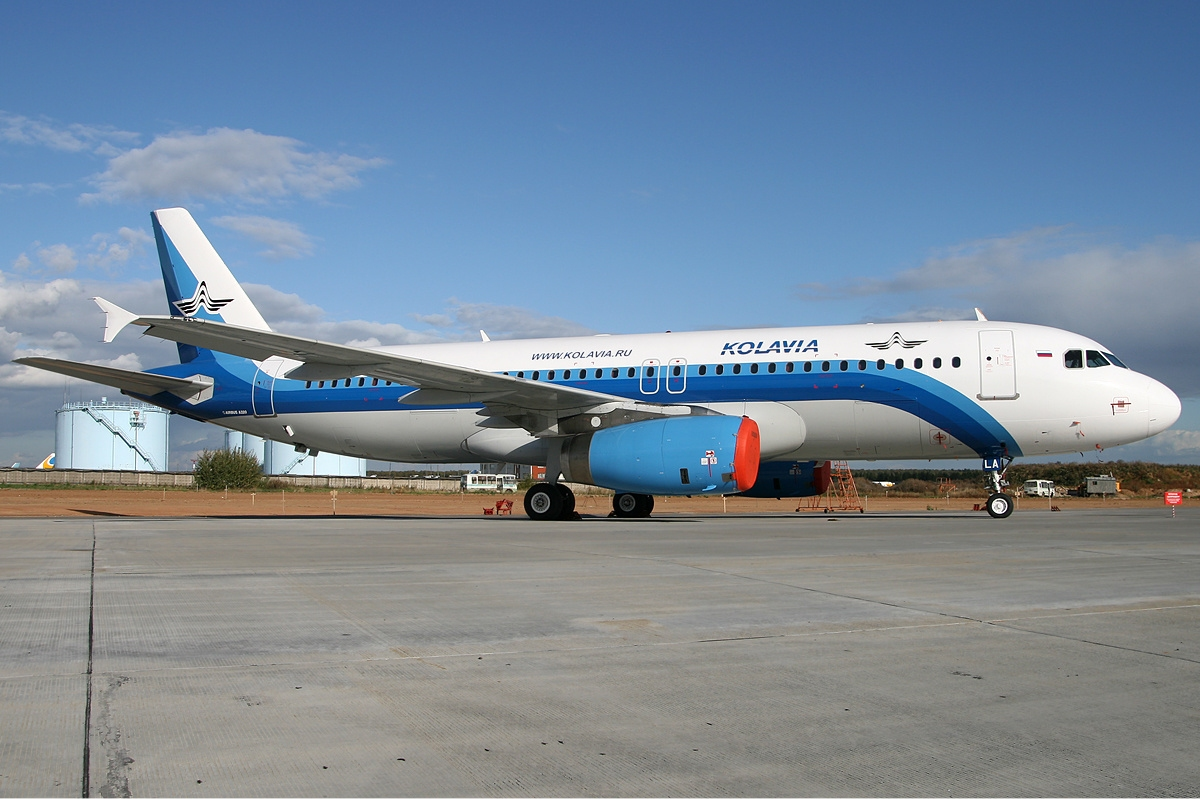
Airbus A320 авіакомпанії Metrojet

Авіакомпанія «Когалимавіа» була заснована 17 травня 1993 року. Як основні сфери розвитку авіакомпанії, нарівні з регулярними, були обрані чартерні авіаперевезення, а також вертолітні роботи для забезпечення потреб нафтогазовидобувної галузі.
«Когалимавіа» виконувала рейси з Когалима, Сургута і Нижньовартовська в Москву (аеропорт Домодєдово), а також в Анапу, Баку, Волгоград, Київ, Мінеральні води, Ростов-на-Дону, Санкт-Петербург, Сімферополь, Сочі і інші аеропорти. Кілька літаків «Когалимавіа» разом з екіпажами здавалися в оренду авіакомпанії і виконували польоти в Ірані. Авіакомпанія експлуатувала літаки Ту-134 і Ту-154, Challenger, а також кілька типів вертольотів.
З грудня 2005 року «Когалимавіа» підписала код-шерінгову угоду з авіакомпанією «Пулково» на експлуатацію маршруту Сургут — Санкт-Петербург. У 2006 році «Когалимавіа» виконувала рейси з Сургута і Тюмені до Москви і Сочі спільно з авіакомпанією ВІМ-Авіа на літаках Boeing 757 компанії ВІМ-Авіа.
У 2009 році «Когалимавіа» здійснювала спільну експлуатацію рейсу Сургут — Москва — Сургут за код-шерінговою угодою з авіакомпанією «Сибір». Рейси виконувалися під кодами S7 і 7K на літаку Airbus A319, що належить авіакомпанії «Сибір».
З травня 2006 року розпочала роботу програма заохочення часто літаючих пасажирів «Преміум». Її учасники отримували на бонусний рахунок бали у розмірі 10 відсотків від вартості придбаних квитків в рублях і могли витрачати їх на повну або часткову оплату наступних квитків.
26 вересня 2011 авіакомпанія «Когалимавіа» виконала свій останній регулярний рейс з Анапи до Сургута. Однак авіакомпанія залишалась на ринку чартерних авіаперевезень, що виконуються на придбаних для цих цілей літаках виробництва Airbus і Bombardier.
1 травня 2012 авіакомпанія здійснила ребрендинг і отримала нову назву — Metrojet.
З літа 2012 року до 19 серпня 2014 частина бортів авіакомпанії виконувала рейси під брендом німецького туристичного концерну TUI.
У 2016 році оголошена банкрутом.